# Osu! Tatakae! Ouendan
Osu! Tatakae! Ouendan (jap. 押忍！闘え！応援団 Osu! Tatakae! Ōendan) – komputerowa gra muzyczna wyprodukowaną przez iNiS i wydana przez Nintendo na przenośną konsolę Nintendo DS w 2005 roku, wyłącznie w Japonii. Bohaterowie gry należą do drużyny cheerleaderskiej, która dopinguje różnych ludzi w ich rozmaitych problemach.

## Historia tworzenia
W 2007 roku na Game Developers Conference w San Francisco wicedyrektor iNiS Keiichi Yano przedstawił prace, których efekt można ujrzeć w Osu! Tatakae! Ouendan. Jego pierwsze pomysły na temat gry powstały, gdy zagrał on po raz pierwszy na konsoli Nintendo DS, a prace nad grą rozpoczęły się po udanym nakłanianiu Nintendo. Na konferencji przedstawił także pierwsze szkice lidera drużyny Ryūty Ippongi, który początkowo swą koszulę munduru gakuran nosił rozpiętą i miał znacznie krótszą fryzurę. Yano wspomniał także, że Nintendo było zadowolone z postaci z powodu ich mangowego wyglądu.
Yano przedstawił także nieużyty etap gry z prototypowej wersji, w którym występował zagrożony szczeniak. Koncepcja ta została odrzucona w ostatecznej wersji gry, gdyż w wypadku przegranej gracza szczeniak ginął.